# Nous ne sommes pas seuls
Pour l’article homonyme, voir Nous ne sommes pas seuls (film).
Nous ne sommes pas seuls (Pilot) est le 1er épisode de la saison 1 de la série télévisée X-Files. Dans cet épisode, les agents du FBI Fox Mulder et Dana Scully enquêtent ensemble sur leur première « affaire non classée », une série de morts inexpliquées d'adolescents que Mulder pense être liées à des enlèvements par des extraterrestres.
Cet épisode pilote pose les fondements de la mythologie de la série et de la relation entre ses deux personnages principaux. Il est tourné en deux semaines dans la région de Vancouver et est favorablement accueilli par la critique.

## Résumé
À Bellefleur, dans l'Oregon, une adolescente fuit dans la forêt, chute et est enveloppée par une lumière aveuglante. Son cadavre est retrouvé avec deux petites marques dans le dos. À Washington, l'agent Dana Scully, diplômée en médecine, est convoquée au siège du FBI par le chef de section Scott Blevins. Sous l'œil attentif d'un homme mystérieux en train de fumer, Blevins l'assigne au bureau des « Affaires non classées », qui traite des cas prétendument paranormaux, pour faire équipe avec l'agent Fox Mulder et porter un regard scientifique critique sur son travail.
Après une première rencontre plutôt froide, Mulder et Scully partent pour l'Oregon afin d'enquêter sur le cas de quatre morts mystérieuses d'adolescents. Mulder fait exhumer le corps de l'une des victimes mais le corps déformé qui se trouve à l'intérieur n'est pas humain selon l'autopsie de Scully, qui trouve un implant métallique dans sa cavité nasale. Les deux agents se rendent ensuite dans un hôpital psychiatrique pour voir deux autres adolescents. L'un, Billy Miles, est plongé dans le coma et l'autre, Peggy O'Dell, est en fauteuil roulant, et ils ont eux aussi des marques dans le dos. Mulder pense que tous ces jeunes gens ont été victimes d'enlèvements par des extraterrestres.
Pendant la nuit, Mulder et Scully explorent la forêt, trouvant d’étranges cendres sur le sol, et vivent ensuite un phénomène de perte de temps, neuf minutes ayant disparu après un éclair lumineux ayant causé la panne de leur voiture. Ce phénomène, rapporté par des victimes d'enlèvements par des extraterrestres, conforte Mulder dans ses convictions malgré les doutes émis par Scully. Plus tard, Mulder raconte à sa nouvelle partenaire que sa sœur Samantha a elle-même disparu alors qu'il avait douze ans et elle huit, et que c'est ainsi qu'il est devenu obsédé par le paranormal. Puis, alors qu'ils se sont rendus sur les lieux où Peggy O'Dell a été victime d'un accident mortel, leur hôtel est ravagé par un incendie, ce qui cause la perte de tous les indices qu'ils avaient prélevés. Theresa Nemman, la fille du coroner local, demande ensuite l'aide des deux agents, car elle a les mêmes marques et prétend s'être réveillée plusieurs fois au milieu des bois.
Mulder et Scully retournent au cimetière, où ils découvrent que les corps des autres victimes se sont volatilisés. Mulder pense que c'est Billy Miles qui a amené les victimes dans les bois. De retour dans la forêt, Mulder surprend Billy portant Theresa dans ses bras. Après l'apparition d'une autre lumière aveuglante, les deux jeunes gens sont toujours là, sains et saufs. Mis dans un état de transe hypnotique, Billy raconte que ses camarades de classe et lui ont été enlevés alors qu'ils étaient en forêt et soumis à des tests par des extraterrestres. Scully fait son rapport et donne à Blevins l'implant métallique qu'elle a trouvé. Mulder lui apprend plus tard que leurs dossiers sur l'enquête ont disparu. Pendant ce temps, l'homme à la cigarette range l'implant dans une immense salle située sous le Pentagone.

## Distribution
- David Duchovny (VF : Georges Caudron) : Fox Mulder
- Gillian Anderson (VF : Caroline Beaune) : Dana Scully
- Charles Cioffi (VF : William Sabatier) : Scott Blevins
- Cliff De Young (VF : François Leccia) : le docteur Jay Nemman
- Sarah Koskoff (VF : Claire Guyot) : Theresa Nemman
- Leon Russom : l'inspecteur Miles
- Zachary Ansley (VF : William Coryn) : Billy Miles
- William B. Davis (VF : Jacques Brunet) : l'homme à la cigarette
- Richard Riehle : Shaw

## Production

### Préproduction
Chris Carter écrit le scénario de cet épisode pilote avec comme objectif d'« effrayer les téléspectateurs », et trouve sa principale inspiration dans la série télévisée des années 1970 Dossiers brûlants (Kolchak: The Night Stalker). Il crée les personnages de deux agents, Fox Mulder et Dana Scully, enquêtant sur des cas liés au paranormal et décide d'inverser les stéréotypes en faisant du personnage masculin celui qui croit au paranormal et du personnage féminin celle qui est sceptique, un rôle traditionnellement dévolu aux hommes à la télévision.
Lors des séances de casting pour les deux rôles principaux, celui de Scully est difficile à pourvoir. Carter est impressionné par l'audition de Gillian Anderson mais les responsables de Fox souhaitent engager une actrice plus sexy. Carter doit insister auprès d'eux en leur expliquant qu'il ne prévoit pas d'introduire un élément romantique entre les deux personnages. David Duchovny fait quant à lui partie dès le début des favoris de la production. William B. Davis est engagé pour le rôle de l'homme à la cigarette, qui n'a aucune ligne de dialogue dans ce premier épisode, alors qu'il avait auditionné pour un rôle d'agent du FBI avec trois répliques. La dernière scène de l'épisode, où il entrepose l'implant dans les sous-sols du Pentagone, est un clin d'œil au film Les Aventuriers de l'arche perdue (1981).

### Tournage
Le tournage de l'épisode, avec un budget alloué de 2 000 000 $, se déroule en mars 1993 et dure quatorze jours. Il a lieu à Vancouver et dans ses alentours, une région qui sera utilisée comme lieu de tournage pendant les cinq premières saisons de la série avant que la production ne soit relocalisée à Los Angeles à la demande de David Duchovny.
Les scènes se déroulant dans le cimetière sont filmées à Queen Elizabeth Park, un lieu qui servira à nouveau pour un décor similaire dans l'épisode La Prière des morts de la quatrième saison. Lors de la scène nocturne dans le cimetière, tournée sous une pluie artificielle, deux techniciens tombent dans des trous creusés pour les tombes et doivent être hospitalisés. Les scènes en forêt sont filmées dans la région de Lynn Valley, dans le district de North Vancouver. La production dépense 9 000 $ pour créer des sentiers dans le but de se déplacer plus facilement dans cette zone. Les intérieurs de l'hôpital psychiatrique sont tournés dans un immeuble désaffecté appartenant au Riverview Hospital de Coquitlam.
La scène de la réunion au début de l'épisode et celle censée se dérouler sous le Pentagone sont filmées au siège de la chaîne de télévision canadienne Knowledge Network. Il faut d'ailleurs qu'une autorisation spéciale soit délivrée pour permettre à William B. Davis de fumer dans un bâtiment public. Les autres intérieurs du siège du FBI sont tournés dans une salle de rédaction de CBUT-DT mais, comme il se révèle peu pratique de travailler à côté des autres programmes diffusés par cette chaîne, une réplique des lieux est recréée en studio pour les épisodes suivants. Quelques scènes, dont celle dans l'appartement de Scully, sont tournées au siège de BC Hydro mais l'utilisation de ce site est abandonnée quand il devient apparent que la plupart des angles de caméra inversés exposent à l'image un grand parking de l'autre côté de la rue.
Pour la scène où Teresa Nemman se met à saigner du nez alors qu'elle est interrogée par Mulder et Scully, le maquilleur Toby Lindala crée un petit tube presque invisible qui est caché derrière son nez et permet de réaliser l'effet sans avoir à couper la scène. Gillian Anderson se montre mécontente de tourner la scène où son personnage se rend dans la chambre d'hôtel de Mulder en sous-vêtements pour qu'il examine une piqure suspecte dans le bas de son dos qui s'avère être celle d'un moustique. L'actrice estime que la scène est gratuite et que la piqure aurait pu être située ailleurs, mais Carter explique que la scène a simplement pour but de mettre en lumière la nature platonique de la relation entre Mulder et Scully.

### Postproduction
Les effets spéciaux de la scène d'enlèvement de Billy et Theresa dans la clairière avec un vortex tourbillonnant de feuilles se révèlent particulièrement difficiles à créer numériquement. La postproduction de l'épisode se termine en mai 1993, et sa version définitive est assemblée seulement trois heures avant qu'il soit présenté pour la première fois aux responsables de Fox. Des images d'archives du J. Edgar Hoover Building sont ajoutées et seront remplacées pour les épisodes suivants par des plans extérieurs tournés à l'université Simon Fraser.
Plusieurs scènes sont coupées de la version finale : Scully donnant un cours à l'académie du FBI de Quantico et recevant sa convocation à la réunion ; une version plus longue de l'arrivée de Scully au siège du FBI ; et deux scènes impliquant Scully et Ethan, son petit ami. Ce personnage avait été introduit à la demande des responsables de la chaîne pour ajouter un élément romantique mais Chris Carter l'a ensuite supprimé car il jugeait que ses apparitions ralentissaient le rythme de l'épisode et que sa relation avec Scully n'était pas intéressante.
Le produit final est bien accueilli par l'équipe de production. Glen Morgan estime que ce « croisement entre Le Silence des agneaux et Rencontres du troisième type » est impressionnant et que c'est le coup d'envoi de la seule série télévisée vraiment effrayante de l'époque. Howard Gordon affirme que « le pilote donne le ton de la série avec brio », réussissant à introduire avec succès le postulat de départ et les personnages principaux. Chris Carter déclare qu'à la fin de la projection test pour Rupert Murdoch et d'autres responsables de Fox, l'épisode a été « spontanément applaudi ».

## Accueil

### Audiences
Lors de sa première diffusion aux États-Unis, l'épisode réalise un score de 7,9 sur l'échelle de Nielsen, avec 15 % de parts de marché, et est regardé par 12 millions de téléspectateurs.

### Accueil critique
L'épisode a été accueilli favorablement par la critique. Le magazine Empire le classe à la 17e place des meilleurs épisodes de la série, soulignant la réalisation « léchée et cinématographique » et le fait que l'épisode annonce la couleur dès son « début de grande classe ». Erin McCann, du Guardian, le classe parmi les 13 meilleurs épisodes de la série, affirmant que c'est avec cet épisode qu'elle a commencé à « avoir des cauchemars d’extraterrestres dans les bois ». Tony Scott, de Variety, estime que, malgré « l'utilisation de concepts et d'effets visuels déjà familiers », la réalisation « habile », le scénario « ingénieux » et le solide duo d'acteurs principaux sont prometteurs pour la série. 
Le magazine Entertainment Weekly lui donne la note de A-, affirmant que l'épisode « pose avec succès les bases de la relation entre Mulder et Scully ». Pour Keith Phipps, du site The A.V. Club, qui lui donne la note de A-, il est « intéressant de constater avec le recul comment tout est déjà en place » dans ce pilote qui établit le modèle à suivre pour les futurs épisodes. Matt Haigh, du site Den of Geek, évoque un « remarquable premier épisode » dans lequel « l'alchimie à l'écran » entre David Duchovny et Gillian Anderson est immédiatement évidente. Dans leur livre sur la série, Robert Shearman et Lars Pearson lui donnent la note de 3/5, affirmant que « l'intrigue en elle-même ne fonctionne pas très bien » et que le personnage de Mulder n'est pas encore bien en place mais que « la mise en scène est formidable » et que le rythme énergique ainsi que les ingrédients « originaux et palpitants » de l'histoire emportent l'adhésion.
En France, le site Le Monde des Avengers salue cet épisode « fondateur et incontournable » marqué par « un excellent suspense, une séquence d'ouverture impressionnante et une brillante mise en scène distillant de grands moments ». Pour le site Daily Mars, c'est un « épisode solide, attirant, mystérieux, qui excite la curiosité » dans lequel « nombre de moments restent dans les mémoires » alors que « sur le plan visuel, le résultat est un mélange étrange entre des techniques pionnières remarquablement bien utilisées et une direction artistique peu assurée et, par certains aspects, particulièrement datée ».